# Fossiliensammler

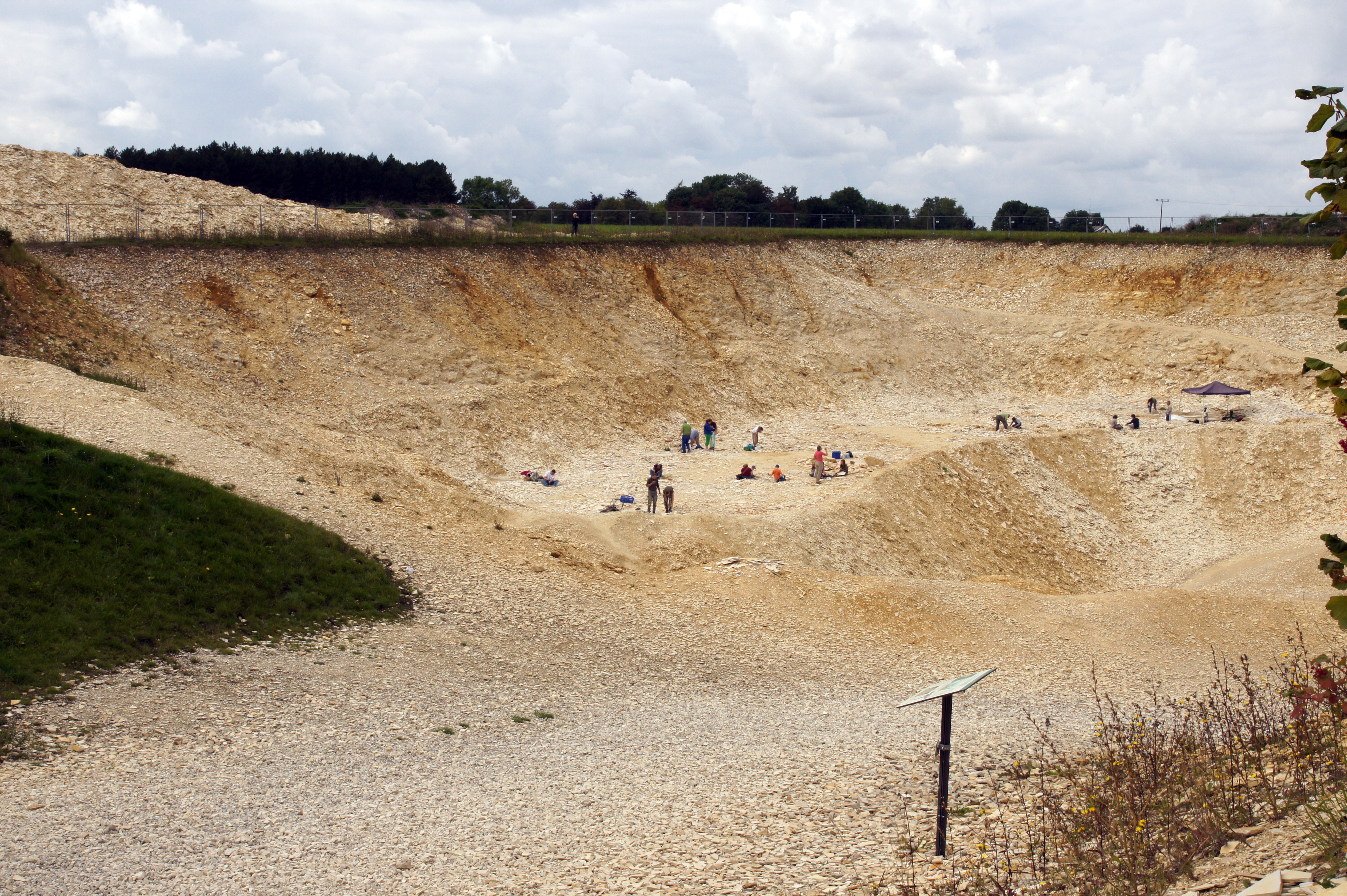
Der offiziell für Privatsammler geöffnete Steinbruch am Blumenberg im Solnhofener Plattenkalk

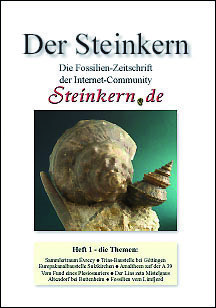
Titelblatt von Heft 1 der von der deutschen Internet-Community Steinkern.de herausgegebenen Zeitschrift Der Steinkern aus dem Jahr 2008

Als Fossiliensammler, bisweilen auch Hobbypaläontologe, wird ein Sammler von Fossilien bezeichnet.

## Paläontologie als Hobby
Fossiliensammler betreiben das Sammeln aus Interesse an der Erdgeschichte zumeist als Hobby, oft ohne entsprechende akademische Ausbildung, d. h. meist autodidaktisch, ohne ein abgeschlossenes Studium der Geologie oder Biologie. Sie sind daher zu unterscheiden von Paläontologen und anderen Geo- und Biowissenschaftlern, die Fossilien von Berufs wegen zu Forschungszwecken sammeln und in wissenschaftlichen Sammlungen von Universitäten und Naturkundemuseen hinterlegen oder für diese als Kurator selbst verantwortlich sind.
Einige wenige Fossiliensammler erlangen im Zuge ihres Hobbys so viel Expertise, dass sie selbst eng mit „echten“ Wissenschaftlern zusammenarbeiten und eigene wissenschaftliche Arbeiten publizieren. Viele Geologen und Paläontologen suchen aktiv Kontakt zu erfahrenen einheimischen Fossiliensammlern, da sie oft über hervorragende Kenntnisse der lokalen Geologie und über die Position von Fossilfundstellen verfügen. Auch ist die tatsächliche wissenschaftliche Bedeutung etlicher Fossillokalitäten erst nach Funden erkannt worden, die von Hobbysammlern gemacht wurden. Als Beispiel hierfür sei die Grube Messel bei Darmstadt genannt, die seit 1995 zum UNESCO-Weltnaturerbe gehört.

## Situation im deutschen Sprachraum
In Deutschland gibt es zahlreiche lokale Vereinigungen von Fossilien- und Mineraliensammlern, ein Dachverband existiert jedoch nicht. In der Schweiz sind die Fossiliensammler in der Schweizerischen Vereinigung der Strahler, Mineralien- und Fossiliensammler organisiert, in Südtirol im Mineralien- und Fossiliensammlerverein Südtirol. Viele Fossiliensammlervereine geben regelmäßig erscheinende Zeitschriften heraus.